# Latimeria menadoensis
Il celacanto indonesiano (Latimeria menadoensis Pouyaud, Wirjoatmodjo, Rachmatika, Tjakrawidjaja et al., 1999; in indonesiano raja laut) è un pesce della famiglia dei Latimeriidi. Facilmente riconoscibile per il suo colore marrone, è una delle due specie viventi di celacanto.

## Scoperta
Il 18 settembre 1997 Arnaz e Mark Erdmann, in Indonesia per la loro luna di miele, videro entrare uno strano pesce al mercato di Manado Tua, sull'isola di Sulawesi. Mark ritenne si trattasse di un gombessa (celacanto delle Comore), sebbene quest'esemplare fosse marrone e non azzurro. Un esperto notò su Internet le foto che i due avevano scattato e ne comprese subito l'importanza. In seguito gli Erdmann contattarono i pescatori locali, ai quali chiesero di portare uno di quei pesci se mai ne avessero catturato un altro in futuro. Un secondo esemplare indonesiano, lungo 1,2 m e pesante 29 kg, venne catturato vivo il 30 luglio 1998. Sopravvisse per sei ore, consentendo agli scienziati di documentare con fotografie la colorazione, i movimenti delle pinne e il comportamento generale. L'esemplare venne conservato e donato al Museo Zoologico di Bogor (MZB), facente parte dell'Istituto Indonesiano delle Scienze (LIPI).
Lo studio del DNA rivelò che questo esemplare differiva geneticamente dalla popolazione delle Comore. A prima vista il celacanto indonesiano, localmente chiamato raja laut («Re del Mare»), sembrava identico a quelli che si trovano alle Comore, tranne che per la colorazione di fondo della pelle, grigio-marrone invece che bluastra. Questo pesce venne descritto per la prima volta nei Comptes Rendus de l'Académie des sciences Paris da Pouyaud et al. Gli venne dato il nome scientifico di Latimeria menadoensis. Un recente studio molecolare fa risalire la separazione tra le due specie di celacanto a 40 – 30 milioni di anni fa.